# Andrena binominata
Andrena binominata är en biart som beskrevs av Smith 1853. Andrena binominata ingår i släktet sandbin, och familjen grävbin. Inga underarter finns listade i Catalogue of Life.